# 로이 안데르손
로이 안데르손(스웨덴어: Roy Andersson 로위 안데르손[*], 1943년 3월 31일 ~ )은 스웨덴의 영화 감독으로 <스웨덴 러브 스토리>(1970년), <끝없음에 관하여>(2019년), 그리고 "삶의 삼부작"이라 일컬어지는 <2층에서 들려오는 노래>(2000년), <유, 더 리빙>(2007년), <비둘기, 가지에 앉아 존재를 성찰하다>(2014년)로 유명하다. 특히 다른 영화들 보다도 그의 특징인 롱테이크, 부조리한 코미디, 스웨덴 문화의 풍자화, 그로테스크를 확정시킨 것은 <2층에서 들려오는 노래>였다. 그의 경력 대부분은 400개 이상의 광고 제작으로 이루어져 있으며 60년간 두 편의 단편과 여섯 개의 장편이 있다. 2014년 영화 <비둘기, 가지에 앉아 존재를 성찰하다>가 제71회 베네치아 국제 영화제 황금사자상을 수상하면서 스웨덴 영화 감독으로는 유일하게, 그리고 북유럽을 통털어서도 1955년 덴마크의 칼 테오도르 드레이어 감독 이후 유일한 수상자가 되었다. 안데르손은 현재 생존해 있는 가장 중요한 유럽 영화 감독들 중 하나로 여겨지고 있다.

## 삶과 영화

### 초기
안데르손은 1943년 스웨덴 예테보리에서 태어났고 스웨덴 영화 연구소를 졸업한 지 1년 후인 1969년 젊은 사랑의 본질과 뉘앙스를 담은 첫 장편 영화 <스웨덴 러브 스토리>가 인기를 얻으며 같은 해 20회 베를린 국제 영화제에서 네 개의 상을 수상했다. 이 성공 이후 안데르손은 우울증에 빠졌다. 같은 스타일과 기대에 얽매이고 싶지 않았던 그는 이미 대본을 반쯤 써놓았던 다음 프로젝트를 취소하고 이전에 생각해 놓았던 몇 개의 플롯을 가지고 다음 영화 <길리압>을 만들어 1975년 개봉한다. 이 영화는 예산이 훌쩍 넘어버렸고 편집 작업은 심하게 미뤄지면서 재정적으로나 평에 있어서 재앙이었다. <길리압>은 <스웨덴 러브 스토리>에서처럼 대중들에게 즐거움을 주거나 가벼운 유머를 다루기 보다는 무표정하고 어두운 코미디로 전혀 다른 방향을 추구했다. <길리압> 이후 안데르손은 25년간 영화를 만들지 않았고 주로 상업적 영상만을 했다.

### 후기
1981년 그는 스톡홀름 중심부에 스튜디오 24라는 독립영화제작사를 세우고 스웨덴 국립 보건복지부에서 의뢰를 받은 단편영화 <Something Happened>를 만들었다. 1987년 만들어진 이 영화는 스웨덴 전 지역의 학교에서 에이즈에 관련한 교육용으로 상영될 예정이었는데 4분의 3쯤 만들어졌을 때 너무 어둡고 논란의 여지가 많아지면서 취소되었다. 공식적인 해명은 그 영화가 "전달하려는 메시지에 비해 너무 어둡다"는 이유였고 1993년이 되기까지 공식적으로 상영되지 않았다. 그리고 1991년의 단편 <영광의 세계>는 이러한 스타일을 더욱 밀고 나갔고 평단의 찬사를 받으며 카날 플러스 어워드와 1992년 클레르몽페랑 단편영화제에서 언론상을 받았다. 이 영화는 클레르몽페랑 단편영화제에서 역대 베스트 단편영화 톱 10 리스트에 들어 있다.
1996년 3월 안데르손은 <2층에서 들려오는 노래>를 찍기 시작했고 4년이 걸려 2000년 5월에 완료한다. 2000년 칸 영화제에서 초연되고 또다시 국제적인 찬사를 받으며 칸에서 심사위원상과 스웨덴 굴드바게 어워드에서 작품상, 감독상, 촬영상, 각본상, 및 사운드상을 수상했다. 이 영화는 46개의 긴 장면들로 구성되어 있는데 거칠고 암울한 사회 비판이 그의 특징이 부조리한 무표정의 희극과 초현실주의로 표현되어 있다.
로이 안데르손은 스튜디오 24에서 계속하여 상업적 작업들을 하다가 2007년 칸 영화제에서 <유, 더 리빙> 영화 초연을 했고 2008년 노르딕 카운슬 영화상을 받았다.
2009년 9월 뉴욕현대미술관에서 안데르손의 작품 회고전이 있었다.
그는 앞선 두 영화에 이은 삼부작을 완결하는 작품을 찍고 싶다는 얘기를 공개적으로 했고 그 영화는 "세 번째는 거대하고 깊고 환상적이며 유머러스하고 비극적이며 철학적인 도스토예프스키 영화다"라고 했다. 한 인터뷰에서 그는 다음 영화는 아마도 레드 원 카메라를 가지고 고화질 비디오로 촬영할 것이며 이전 두 영화의 스타일에서 벗어나는 영화일 것이라고 밝혔다. <비둘기, 가지에 앉아 존재를 성찰하다>라는 제목의 삼부작 완결작은 2014년 개봉되었고 71회 베니스 영화제에서 황금사자 작품상을 받았다.
2015년 뉴욕 예술 및 디자인 박물관에서는 <인간되기의 어려움: 로이 앤더슨 영화들>이라는 제목의 회고전을 열었다.

## 영향과 좋아하는 영화들
2012년 안데르손은 <사이트 & 사운드>의 영화 투표에 참여했는데 열 개의 영화를 꼽아달라는 요청에서 "여기 열 편의 영화는 모두 내가 인류의 날 것이며 유쾌한 존재에 대한 훌륭하고 매혹적인 예술적 표현이다. 이 영화들은 우리를 더욱 현명하게 만들어 준다"고 하면서 "내가 절대적으로 좋아하는 영화는 <자전거 도둑>으로 역사적으로 가장 인간적이며 정치적인 영화다. <비리디아나>는 가장 지성적인 영화이며 <히로시마 내 사랑>은 가장 시적인 영화다"라고 했다. 아래가 그가 선택한 영화들로 가나다순이다.
- <라쇼몽)> (일본, 1950년)
- <배리 린든> (미국, 1975년)
- <비리디아나> (멕시코, 1961년)
- <아마코드> (이탈리아, 1972년)
- <안드레이 루블료프> (러시아, 1966년)
- <인톨러런스> (미국, 1916년)
- <알제리 전투> (이탈리아, 1968년)
- <자전거 도둑> (이탈리아, 1948년)
- 《재와 다이아몬드》 (폴란드, 1958년)
- <히로시마 내 사랑> (프랑스, 1959년)

## 작품 목록
- 스웨덴 러브 스토리 (1970)
- 길리압 (1975)
- 2층에서 들려오는 노래 (2000)
- 유, 더 리빙 (2007)
- 비둘기, 가지에 앉아 존재를 성찰하다 (2014)
- 끝없음에 관하여 (2019)